# アジアNビート
『アジアNビート』(アジアンビート)は、1994年から1998年までフジテレビの深夜番組放送枠『JOCX-TV2』で放送された音楽番組。

## 概要
主にアジアの音楽を紹介する番組であり、司会はユースケ・サンタマリアと在日韓国人の文恵子が努めていた。
オープニングテーマは杏子の「迷路の街」等、エンディングテーマはネロリーズ（Nelories）の「INDIEPOP CAR BABY」やles54321の曲等が使用された。

## 主なコーナー
- 音楽ランキング
- アジアンエロス
- 10秒リクエスト

## ゲスト
- 金城武
- 王祖賢
- ソテジワアイドゥル
- S.O.S(現：ASOS)
- DEUX
- ソバンチャ
- SOS
- 艾敬
- 崔健
- 孫耀威
- 草蜢
- 王菲
- スージー・カン
- ビビアン・スー
- 酒井法子
- S.E.S.

## スタッフ
- 企画：金光 修（フジテレビ）→ 鈴木哲夫（フジテレビ）
- 構成：広友秀人、今井一隆、田代一朗、侑 李【週替わり】
- カメラ：小谷野貴樹（スパイラルビジョン）、小野貴宏、高野稔弘（蓮）【週替わり】
- ＶＥ：中村浩一（スパイラルビジョン・照明担当回有り）、岡田 昇（スパイラルビジョン）、佐藤隆彦（蓮）【週替わり】
- 音声：林 正実（蓮）
- 編集：白井浩一（ザ・チューブ）
- ＭＡ：池田洋子（ザ・チューブ）
- 選曲・効果：林 章雄
- リサーチ：たけうちりえ
- ヘアメイク：吉村 京【毎回】、高橋貴美子
- スタイリスト：関 恵美子【毎回】、百足倫子（MICHIKO MOMOTARI）
- ＣＧ制作：DOSOZIN
- 技術協力：ザ・チューブ、スパイラルビジョン、蓮
- 海外資料協力：ポニーキャニオン、フジパシフィック音楽出版、ビクターエンタテインメント、ポリドール 他
- 音楽監修：アジア音楽向上委員会
- ＡＤ：田中 力
- 演出補：三好 了
- 演出ディレクター：永井洋一、河合 優、山本雅泰、中山高嘉【週替わり】
- プロデューサー：伊与木俊郎（中期まで）→ 梅本 満（中期以降）、浦 輝久（全期間）、三嶋尚子（中期以降）
- 制作：フジテレビ、イースト